# Embrión
Un embrión es la etapa inicial del desarrollo de un organismo multicelular. En los organismos que se reproducen sexualmente, el desarrollo embrionario es la parte del ciclo vital que comienza justo después de la fecundación del óvulo femenino por el espermatozoide masculino. La fusión resultante de estas dos células produce un cigoto unicelular que se somete a muchas divisiones celulares que producen células conocidas como blastómeros. Los blastómeros se disponen como una bola sólida que al alcanzar cierto tamaño, llamado mórula, toma líquido para crear una cavidad llamada blastocélula. La estructura se denomina entonces blástula, o blastocisto en los mamíferos.
En el caso específico del ser humano, el término se aplica hasta la octava semana desde la concepción (fecundación). A partir de la novena semana, el embrión pasa a denominarse feto. En los organismos que se reproducen de forma sexual, la fusión del espermatozoide y el óvulo en el proceso denominado fecundación determina la formación de un cigoto, que contiene una combinación del ADN de ambos progenitores.
Después de la fecundación, el cigoto comienza un proceso de división, que ocasiona un incremento del número de células, que reciben la denominación de blastómeros. Posteriormente se inicia un proceso de diferenciación celular que determinará la formación de los diferentes órganos y tejidos de acuerdo con un patrón establecido para dar lugar a un organismo final.
Durante este proceso de diferenciación celular podemos diferenciar tres etapas: blastulación, gastrulación y organogénesis. Al concluir el desarrollo embrionario, el organismo resultante recibe el nombre de feto y completará su desarrollo hasta el momento del parto.

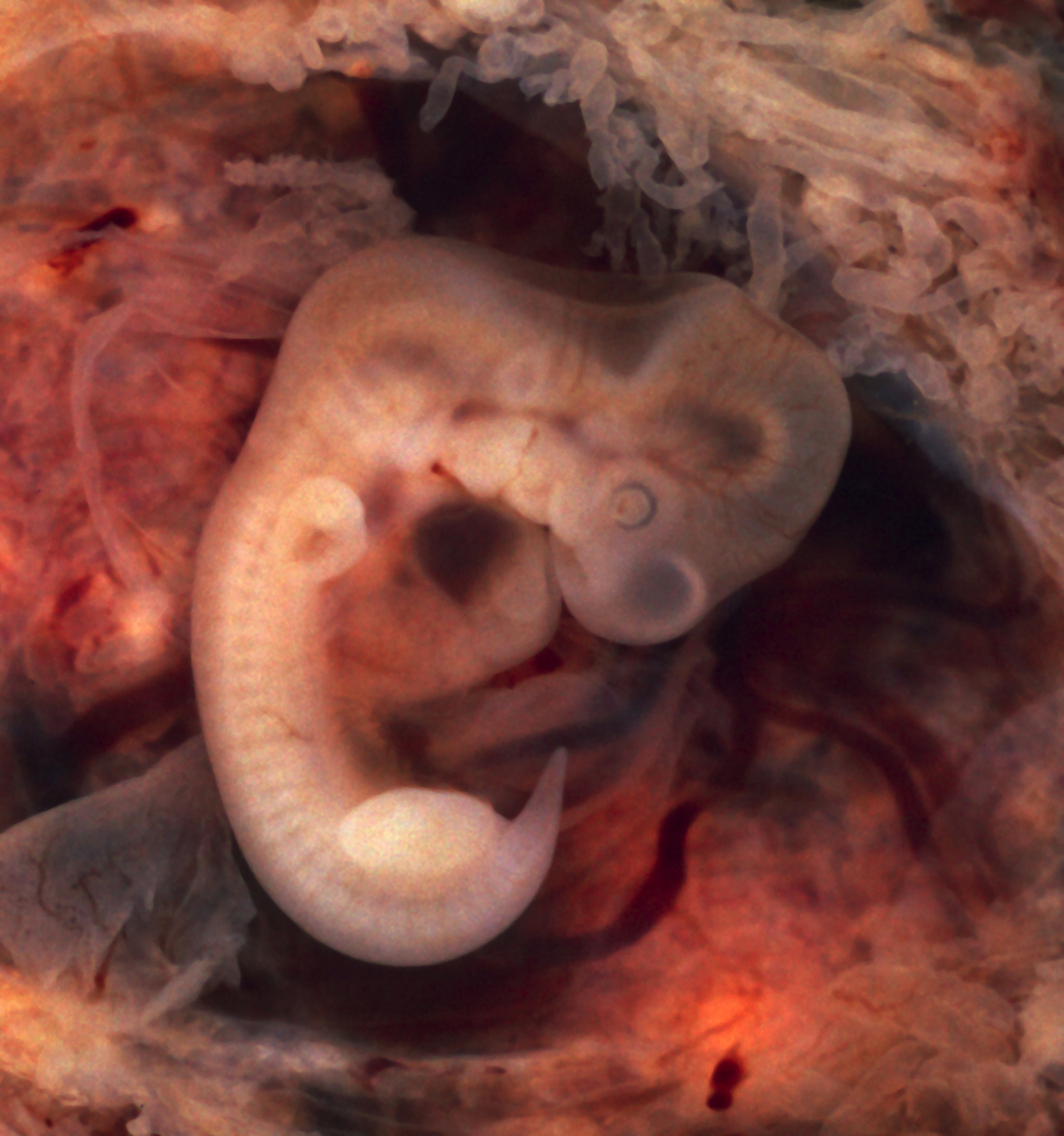
Embrión humano de cinco semanas
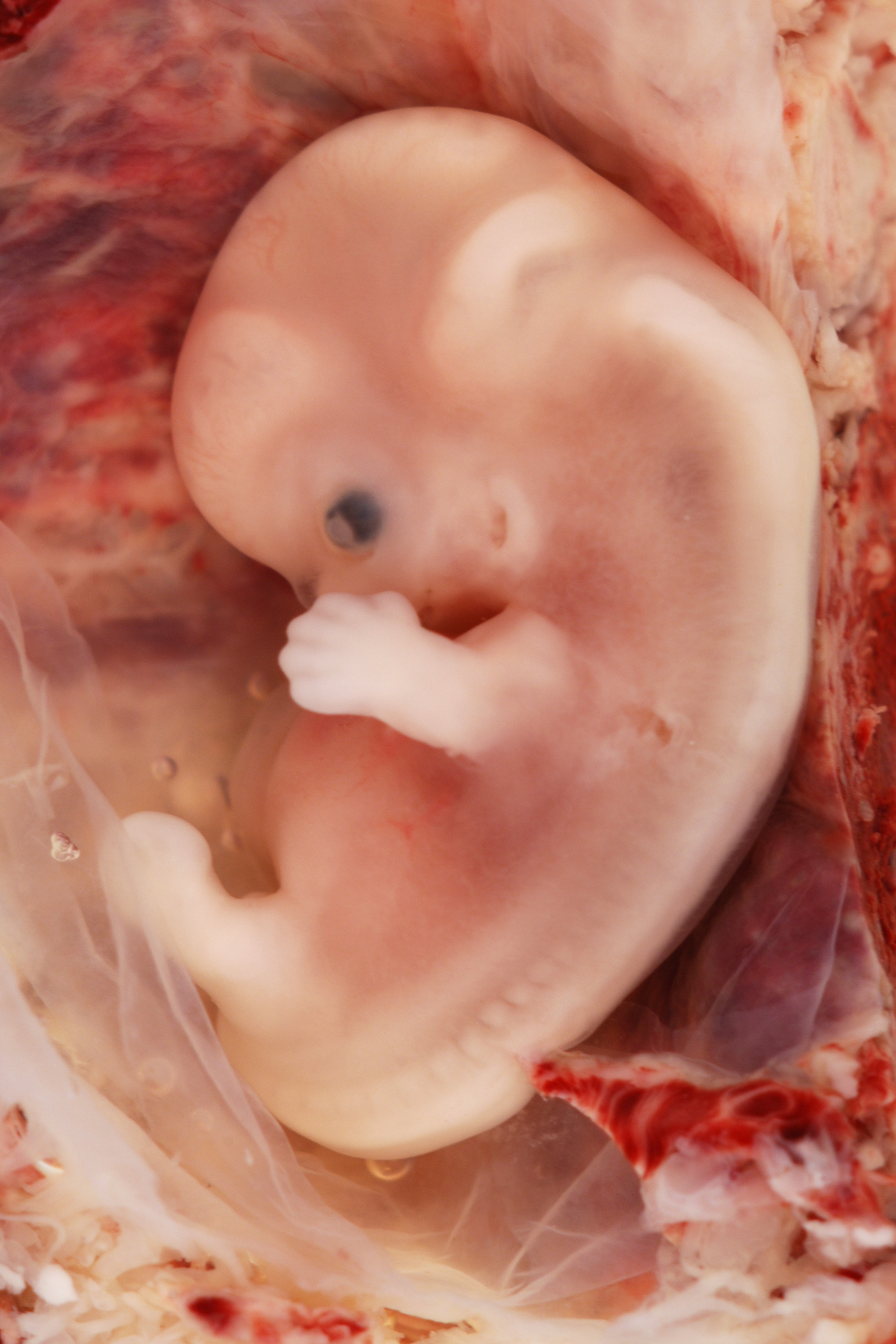
Feto humano de nueve semanas
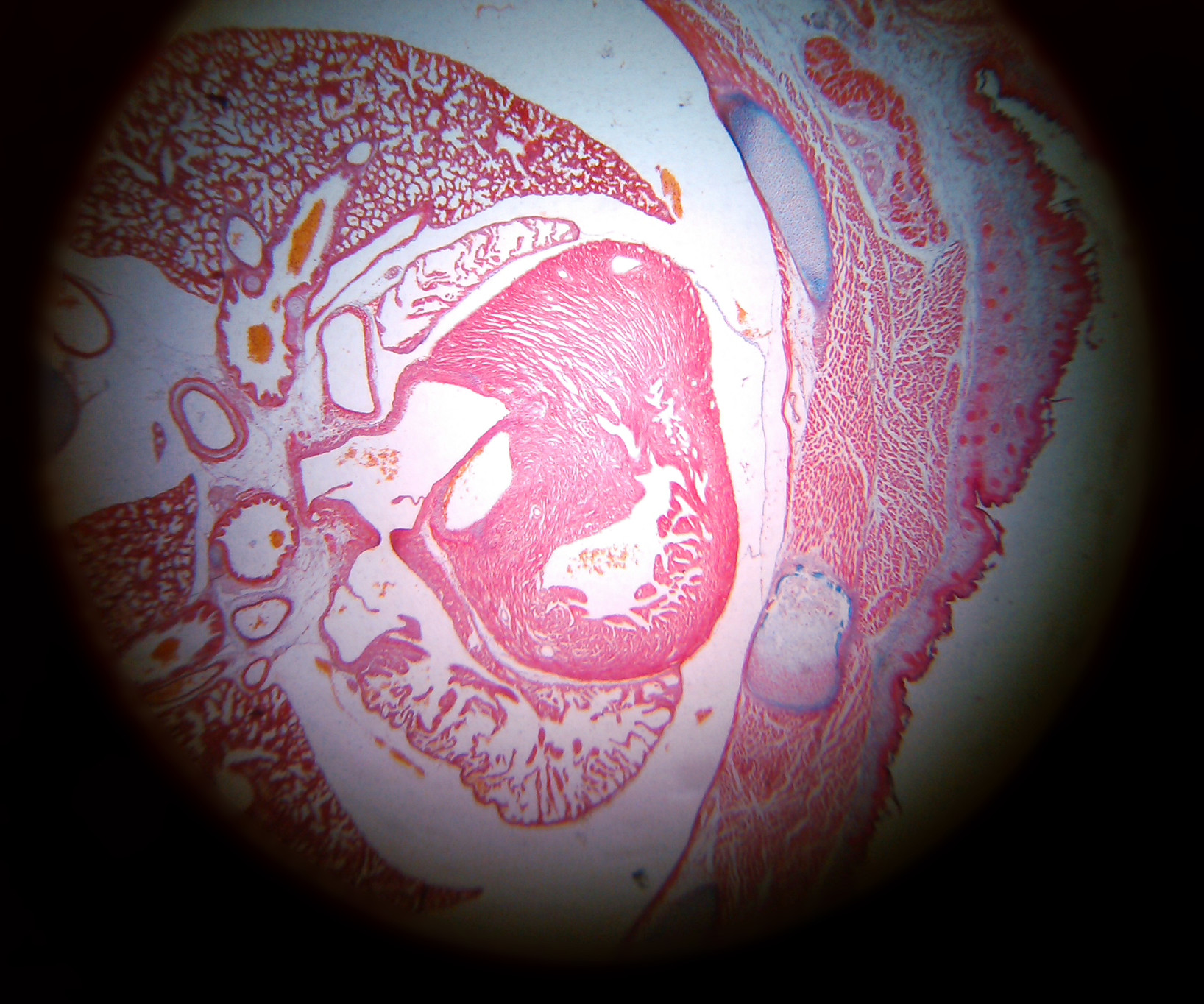
Corte transversal de un embrión de ratón visto al microscopio
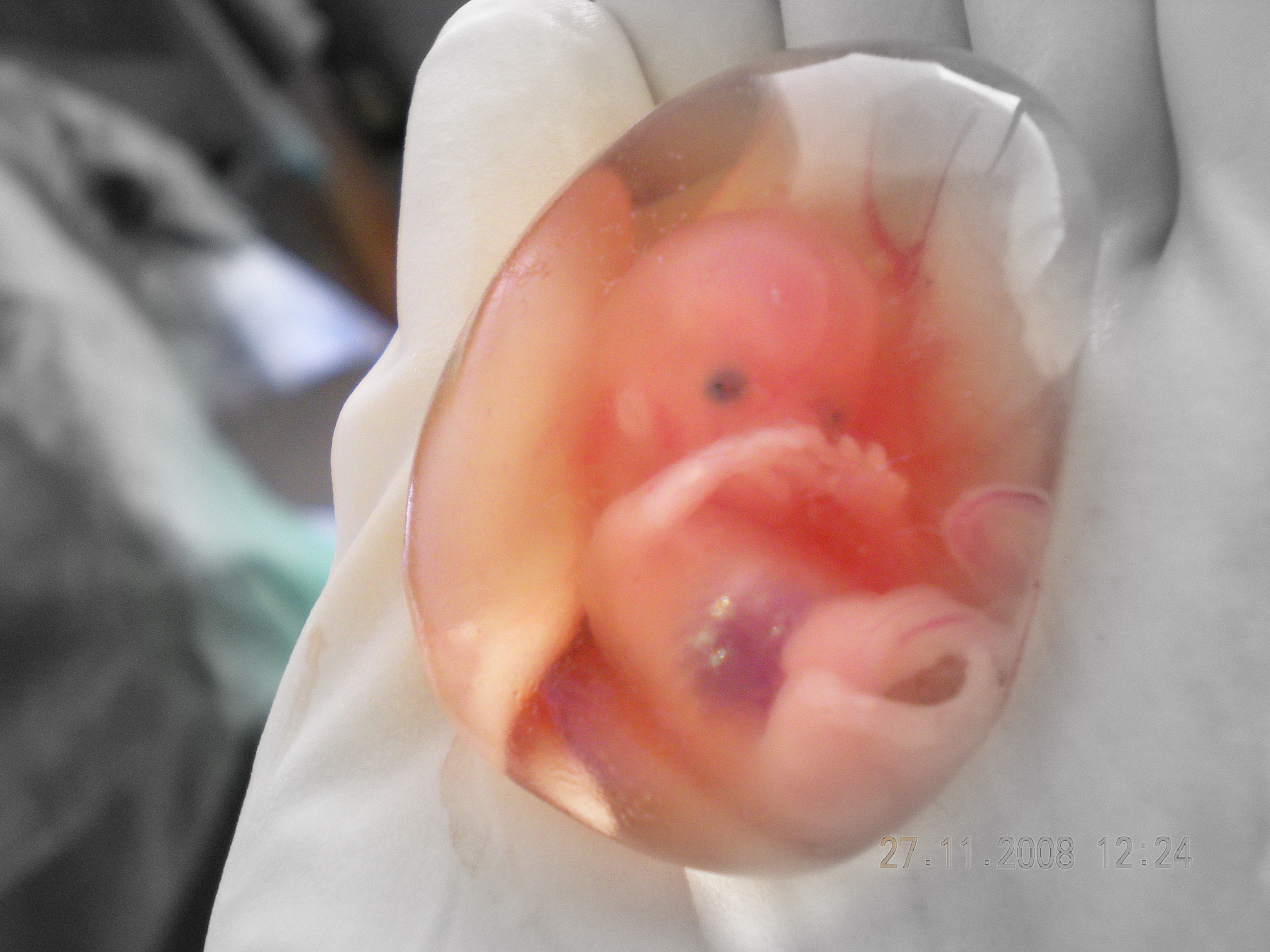
feto humano de diez semanas. Abortado terapeúticamente
Diagrama de un embrión de gallina en su noveno día, dentro del recipiente orgánico conocido como huevo.

## Desarrollo

### Embriones de animales

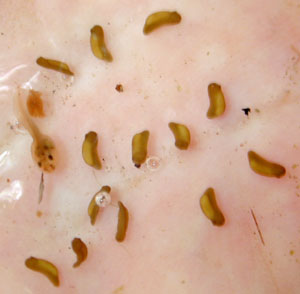
Embriones (y un renacuajo) de la rana arrugada (Rana rugosa)

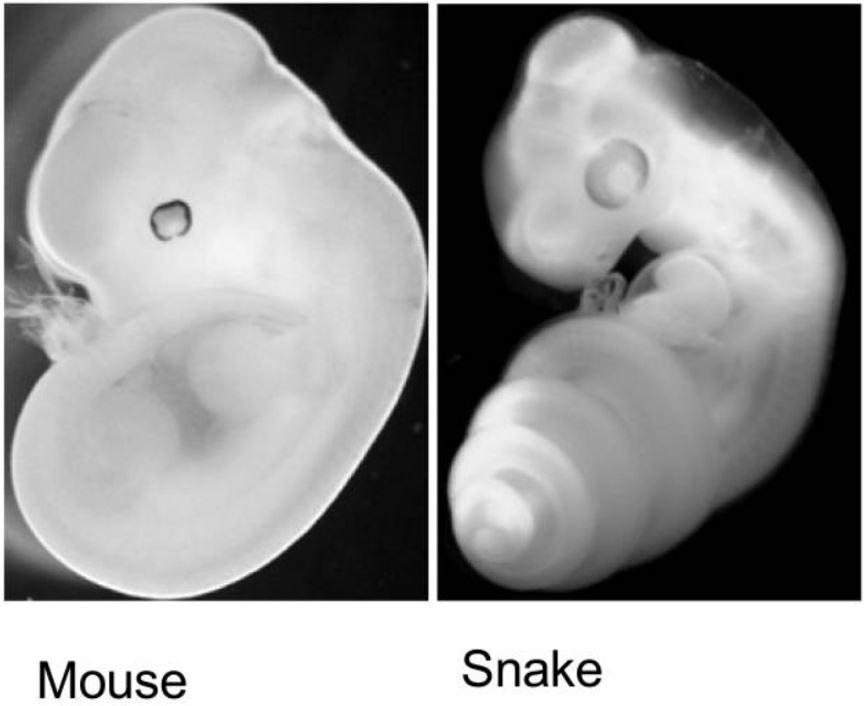
Embriones de ratón y serpiente.

En los animales, la fecundación inicia el proceso de desarrollo embrionario con la creación de un cigoto, una sola célula resultante de la fusión de gametos (por ejemplo, óvulo y esperma). El desarrollo de un cigoto en un embrión multicelular procede a través de una serie de etapas reconocibles, a menudo divididas en escisión, blástula, gastrulación y organogénesis.
El clivaje es el periodo de rápidas divisiones celulares mitóticas que se producen tras la fecundación. Durante el clivaje, el tamaño global del embrión no cambia, pero el tamaño de las células individuales disminuye rápidamente a medida que se dividen para aumentar el número total de células. El clivaje da lugar a una blástula.
Dependiendo de la especie, un embrión en fase de blástula o blastocisto puede aparecer como una bola de células sobre el vitelo, o como una esfera hueca de células que rodea una cavidad media. Las células del embrión continúan dividiéndose y aumentando en número, mientras que las moléculas dentro de las células, como los ARN y las proteínas, promueven activamente procesos de desarrollo clave como la expresión de genes, la especificación del destino celular y la polaridad. Antes de implantarse en la pared uterina, el embrión se conoce a veces como embrión de preimplantación o conceptus de preimplantación. A veces se denomina preembrión un término empleado para diferenciarlo de un embrión propiamente dicho en relación con los discursos sobre las células madre embrionarias.
La gastrulación es la siguiente fase del desarrollo embrionario e implica el desarrollo de dos o más capas de células (capas germinales). Los animales que forman dos capas (como los Cnidarios) se denominan diploblásticos, y los que forman tres (la mayoría de los demás animales, desde los platelmintos hasta los humanos) se denominan triploblásticos. Durante la gastrulación de los animales triploblásticos, las tres capas germinales que se forman se denominan ectodermo, mesodermo y endodermo. Todos los tejidos y órganos de un animal maduro pueden remontar su origen a una de estas capas. Por ejemplo, el ectodermo dará lugar a la epidermis de la piel y al sistema nervioso, el mesodermo dará lugar al sistema vascular, los músculos, los huesos y los tejidos conectivos, y el endodermo dará lugar a los órganos del aparato digestivo y al epitelio del sistema digestivo y del sistema respiratorio. A lo largo de la gastrulación se producen muchos cambios visibles en la estructura embrionaria, ya que las células que componen las diferentes capas germinales migran y hacen que el embrión, que antes era redondo, se pliegue o invagine en forma de copa.
Una vez pasada la gastrulación, el embrión continúa desarrollándose hasta convertirse en un organismo multicelular maduro, formando las estructuras necesarias para la vida fuera del útero o del huevo. Como su nombre indica, la organogénesis es la fase del desarrollo embrionario en la que se forman los órganos. Durante la organogénesis, las interacciones moleculares y celulares impulsan a ciertas poblaciones de células de las diferentes capas germinales a diferenciarse en tipos celulares específicos de órganos. Por ejemplo, en la neurogénesis, una subpoblación de células del ectodermo se segrega de otras células y se especializa aún más para convertirse en el cerebro, la médula espinal o los nervios periféricos.
El periodo embrionario varía de una especie a otra. En el desarrollo humano, el término feto se utiliza en lugar de embrión después de la novena semana después de la concepción, mientras que en el pez cebra, el desarrollo embrionario se considera terminado cuando un hueso llamado cleithrum se hace visible. En los animales que nacen de un huevo, como las aves, un animal joven suele dejar de llamarse embrión una vez que ha nacido. En los animales Vivíparos (animales cuyas crías pasan al menos algún tiempo desarrollándose dentro del cuerpo de un progenitor), la cría suele denominarse embrión mientras está dentro del progenitor, y deja de considerarse un embrión tras el nacimiento o la salida del progenitor. Sin embargo, el grado de desarrollo y crecimiento que se alcanza mientras se está dentro de un huevo o de un progenitor varía significativamente de una especie a otra, hasta el punto de que los procesos que tienen lugar tras la eclosión o el nacimiento en una especie pueden tener lugar mucho antes que esos acontecimientos en otra. Por ello, según un libro de texto, es habitual que los científicos interpreten el ámbito de la embriología de forma amplia como el estudio del desarrollo de los animales.

### Embriones de plantas

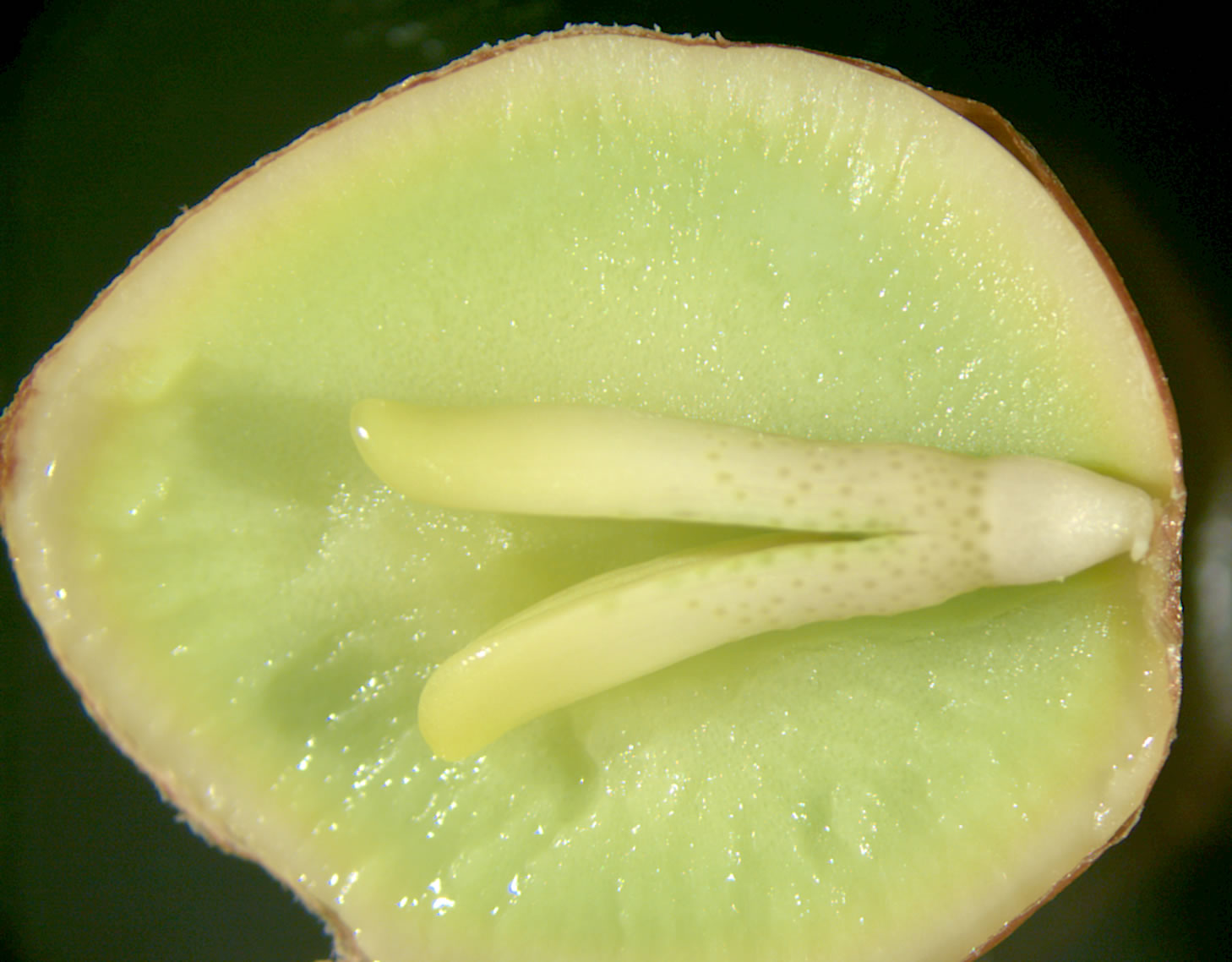
El interior de una semilla de Ginkgo, mostrando el embrión.

Las plantas con flores (angiospermas) crean embriones tras la fecundación de un óvulo haploide por el polen. El ADN del óvulo y del polen se combinan para formar un cigoto diploide unicelular que se desarrollará en un embrión. El cigoto, que se dividirá múltiples veces a medida que avanza en el desarrollo embrionario, es una parte de una semilla. Otros componentes de la semilla son el endospermo, que es un tejido rico en nutrientes que ayudará a sostener el embrión de la planta en crecimiento, y la cubierta de la semilla, que es una cubierta exterior protectora. La primera división celular de un cigoto es asimétrica, lo que da lugar a un embrión con una célula pequeña (la célula apical) y una célula grande (la célula basal). La célula apical pequeña acabará dando lugar a la mayoría de las estructuras de la planta madura, como el tallo, las hojas y las raíces. La célula basal más grande dará lugar al suspensor, que conecta el embrión con el endospermo para que los nutrientes puedan pasar entre ellos. Las células del embrión de la planta continúan dividiéndose y progresan a través de etapas de desarrollo denominadas por su aspecto general: globular, corazón y torpedo. En la etapa globular, se pueden reconocer tres tipos de tejidos básicos (dérmico, terrestre y vascular). El tejido dérmico dará lugar a la epidermis o cubierta exterior de una planta, el tejido del suelo dará lugar al material vegetal interno que funciona en la fotosíntesis, el almacenamiento de recursos y el soporte físico, y el tejido vascular dará lugar a tejidos conectivos como el xilema y el floema que transportan fluidos, nutrientes y minerales por toda la planta. En la etapa de corazón, se formarán uno o dos cotiledones (hojas embrionarias). Los meristemos (centros de actividad de las células madre) se desarrollan durante la etapa de torpedo, y acabarán produciendo muchos de los tejidos maduros de la planta adulta a lo largo de su vida. Al final del crecimiento embrionario, la semilla suele quedar inactiva hasta la germinación. Una vez que el embrión comienza a germinar (crecer desde la semilla) y forma su primera hoja verdadera, se llama plántula o plantón.
Las plantas que producen esporas en lugar de semillas, como las briofitas y los helechos, también producen embriones. En estas plantas, el embrión comienza su existencia unido al interior del arquegonio en un gametofito parental del que se generó el óvulo. La pared interior del arquegonio está en estrecho contacto con el "pie" del embrión en desarrollo; este "pie" consiste en una masa bulbosa de células en la base del embrión que puede recibir nutrición de su gametofito parental. La estructura y el desarrollo del resto del embrión varía según el grupo de plantas.
Dado que todas las plantas terrestres crean embriones, se las conoce colectivamente como embriofitas (o por su nombre científico, Embryophyta). Esto, junto con otras características, distingue a las plantas terrestres de otros tipos de plantas, como las algas, que no producen embriones.

## Aborto espontáneo e inducido
Algunos embriones no sobreviven al proceso del desarrollo. Así que cuando esto ocurre por razones naturales se denomina aborto espontáneo. Existen muchas razones por las que esto puede ocurrir, pero la mayor parte de los abortos espontáneos ocurren debido a anomalías cromosómicas en los animales. En especies en las que se producen múltiples embriones al mismo tiempo, el aborto espontáneo de algunos embriones permite un mayor aprovechamiento de los recursos maternos para los embriones restantes. Este proceso, sin embargo, también puede dañar a los embriones restantes.
El aborto inducido es la eliminación deliberada de uno o más embriones mediante fármacos o procesos quirúrgicos.